# São Martinho do Campo
São Martinho do Campo, est une freguesia (« paroisse civile ») du Portugal, rattachée au concelho (municipalité) de Santo Tirso, situé dans le district de Porto et la région Nord.

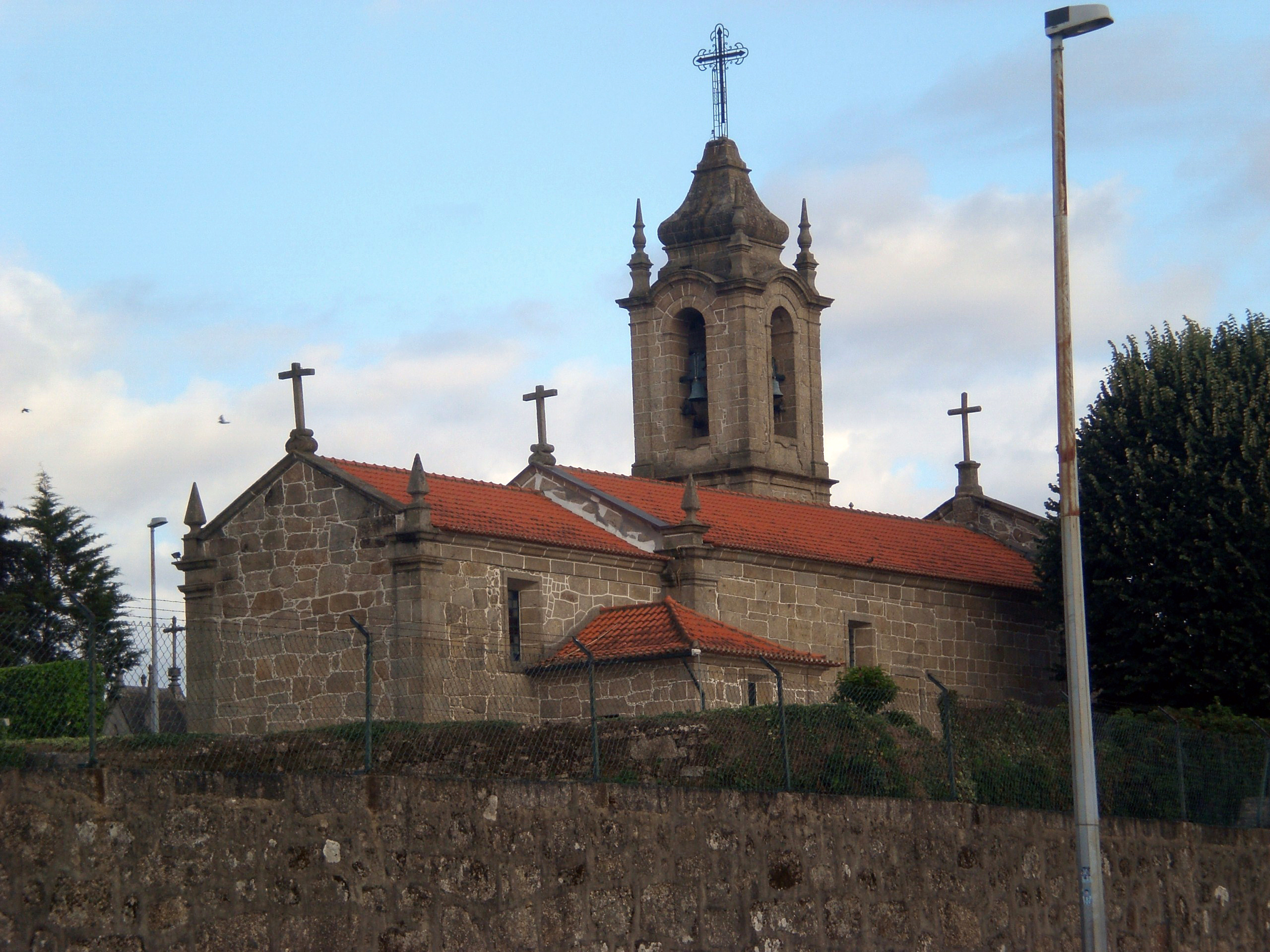
Église de São Martinho do Campo